# Adiektywizacja
Adiektywizacja – proces tworzenia przymiotników od wyrazów innych kategorii gramatycznych lub wyrażeń. 

## Przykłady
- podmiejski (pol.) – od pod miastem
- czytelny (pol.) – od czytać
- explosif (fr.) – od exploser